# Gösta Notini
Carl-Gösta Notini, född 15 juni 1908 i Katarina församling i Stockholm, död 25 januari 1964 i Sollentuna församling i Stockholms län, var en svensk zoolog och professor.
Gösta Notini var son till arkitekten Harald Notini och Hilma Thudén. Efter studentexamen 1928 fortsatte han med akademiska studier i huvudstaden. Han blev filosofie kandidat där 1933, filosofie licentiat 1939 och filosofie doktor 1948.
Notini var verksam vid Statens växtskoleanstalt från 1931, först som extra assistent och från 1937 som förste assistent. Han blev speciallärare och föreståndare vid skogszoologiska avdelningen på Skogshögskolan 1943, laborator där 1945, docent i zoologi vid Stockholms Högskola 1948, professor i allmän skogszoologi med viltvård vid Skogshögskolan från 1949. Han var ledare för Svenska jägarförbundets viltundersökningar från 1940. Han blev 1953 ledamot av Kungliga Skogs- och Lantbruksakademien (LSLA). Gösta Notini författade ett flertal böcker/skrifter.
Han var från 1934 gift med konstnären Inger Ekström (1909–1993), dotter till filosofie doktor Alfred Ekström och Signe Melin. De fick tre barn: Dag Notini (född 1937), Anja Notini (1940–2018) och Inger Notini (1943–1995). En dotterson är Sebastian Notini.